# Toku-No-Shima jezik
Toku-No-Shima jezik (ISO 639-3: tkn), jedan od četiri jezika sjeverne amami-okinavske skupine, kojim govori 5 100 ljudi (2004) uglavnom starije dobi, na otoku Toku-no-shima u Japanu. Nerazumljiv je, ili veoma teško razumljiv drugim rjukjuanskim jezicima. 
U upotrebi je i japanski [jpn]. Dijalekt: kametsu

## Vanjske poveznice
- Ethnologue (14th)
- Ethnologue (15th)